# Likeleli Alinah Thamae
Likeleli Alinah Thamae (* 4. Januar 1978) ist eine ehemalige lesothische Taekwondoin. Sie trat bei den Olympischen Sommerspielen 2000 in Sydney an.
Im Wettbewerb Fliegengewicht kam sie auf den siebten Platz.

## Karriere
In den Taekwondo-Jugendweltmeisterschaften 1996 in Barcelona errang sie auf internationaler Ebene ihre erste Silbermedaille. Bei den Afrikameisterschaften 1996, 1998 und bei den Militär-Weltmeisterschaften 2004 konnte sie jeweils Gold erringen.
Weitere Silbermedaillen errang sie bei den Militär-Weltmeisterschaften 1999, 2001, 2002 und 2003; Bronzemedaillen im Worldcup 2001 (Ho-Chi-Minh-Stadt) und bei den Afrikameisterschaften 2003 (Abuja).